# Efialtes (general atenès)
Efialtes (en llatí Ephialtes, en grec antic Ἐφιάλτης) fou un general i polític atenenc, fill de Sofònides, o de Simònides, segons Diodor de Sicília. Va viure al segle v, i va ser enemic declarat de Cimó.
Era amic i seguidor de Pèricles, el qual, segons Plutarc, el va fer servir per proposar mesures quan ell no en volia aparèixer com a autor. Així, quan els espartans van demanar ajut a Atenes contra Ithome l'any 461 aC, es va esforçar per evitar, en contra de l'opinió de la gent, que s'ajudés un enemic caigut.
Va ser un dels protagonistes en el derrocament i posterior traspàs del poder de l'Areòpag, quan, juntament amb Pèricles, va aconseguir treure'n de la direcció el partit conservador, cosa que va suposar un cop molt dur per l'oligarquia. Això va donar una gran credibilitat a la democràcia, segons testimonia Plutarc, i el poble anava pel carrer cridant llibertat. No diu, però, quines competències va perdre l'Areòpag ni quines va conservar.
L'èxit de les reformes d'Efialtes va provocar l'ostracisme de Cimó, defensor del sistema oligàrquic. Pels serveis a la causa democràtica, però, va atraure's l'hostilitat dels oligarques i va morir assassinat una nit, probablement l'any 456 aC. Els assassins encara no havien estat descoberts en temps d'Antifont, però segons Aristòtil i Plutarc, l'assassí va ser un tal Aristòdic de Tanagra.